# 郭典
郭典（?—?），字君业，东汉末年的钜鹿郡太守。
郭典与中郎将董卓攻黄巾军张宝在下曲阳，郭典作围堑，董卓不肯，郭典率军独自在西面抵挡黄巾军，昼夜进攻，张宝守城不敢出。十一月，皇甫嵩与郭典攻克下曲阳，杀死张宝，斩杀俘虏十余万人。当时人称“郭君围壍，董将不许。几令狐狸，化为豺虎。赖我郭君，不畏强御。转机之间，敌为穷虏。猗猗惠君，保完疆土”。